# Вкусови зони
Вкусовите зони (още вкусова карта или езикова карта) е често срещано погрешно схващане, че различните секции на езика са изключително отговорни за различните основни вкусове. Илюстрирано е със схематична карта на езика, с определени части на езика, обозначени за всеки вкус. Въпреки че се преподава широко в училищата, това е научно опровергано от по-късни изследвания; всички вкусови усещания идват от всички области на езика, въпреки че различните части са по-чувствителни към определени вкусове.

## История
Теорията зад тази карта произхожда от статия, написана от харвардския психолог Дирк П. Ханиг, която е превод на немска статия „Zur Psychophysik des Geschmackssinnes“, която е написана през 1901 г. Неясното представяне на данни в предишния документ предполага, че всяка част от езика е чувствителна към точно един основен вкус. (Към основните вкусове принадлежи и умами, признат в Европа през 1985 г.)
Документът показва малки разлики в нивата на откриване на прагове на езика, но тези разлики по-късно са извадени от контекста и минутната разлика в чувствителността на прага е погрешно осмислена в учебниците като разлика в усещането.
Докато някои части на езика могат да открият вкус, преди другите да го направят, всички части са еднакво способни да предадат качествата на всички вкусове. Праговата чувствителност може да се различава в различните езици, но интензивността на усещането не.
Същият документ включва диаграма за разпределение на вкусовите брадавици, която показва „вкусовия пояс“.
През 1974 г. Вирджиния Колингс отново изследва темата и потвърждава, че всички вкусове съществуват във всички части на езика.

## Вкусов пояс
Погрешно тълкуваната схема, която е породила този мит, показва човешките вкусови рецептори разпределени във „вкусов пояс“ („вкусова област“) по вътрешната страна на езика.
Преди това, през 1875 г., А. Хофман е заключил, че гръбният център на човешкия език практически няма гъбични папили и вкусови брадавици и именно това откритие описва диаграмата.